# جنت‌بو
جنت‌بو روستایی است از توابع كلاترزان که در ۴۵ کیلومتری جاده سنندج به مریوان قرار دارد.
این روستا دارای آب و هوای کوهستانی و پوشش‌های گیاهی گوناگون است.
جمعیت جنت‌بو ۵۶۱ نفر (۱۱۰خانوار) است.